# Carlo Clerici
Pour les articles homonymes, voir Clerici.
Carlo Clerici, né le 3 septembre 1929 à Zurich et mort le 28 janvier 2007 à Zurich, est un coureur cycliste professionnel suisse.

## Biographie
Italien du côté de son père, il obtient la nationalité suisse en 1954, peu avant sa réussite éclatante au Tour d'Italie en 1954 après l'une des plus célèbres fughe bidone de l'histoire du cyclisme. Clerici, qui participait à cette édition du Giro comme domestique de Hugo Koblet, s’échappe avec quatre autres coureurs au cours de la sixième étape (Naples-L'Aquila), et termine avec une demi-heure d'avance sur le peloton, marge que personne ne fut en mesure de rattraper, bien que Clerici ne fût pas un grand grimpeur.
À l’exception de ce maillot rose, les seules victoires importantes de Clerici sont le Grand Prix de Suisse (en 1952, où il obtient également la troisième place au Tour de Suisse) et le Championnat de Zurich (1956). Il se retire de la compétition en 1957, avec vingt victoires à son actif.
Il meurt à Zurich le 28 janvier 2007 des suites d'une longue maladie.

## Équipes successives
Durant les années 1950 à 1970, les coureurs professionnels suisses avaient l’autorisation d’appartenir à plusieurs équipes, l’une établie en Suisse pour participer aux courses nationales, et les autres, établies à l’étranger, pour participer aux épreuves du calendrier international.
- 1951 : Welter
- 1952 : Welter - Ursus
- 1952 : Condor
- 1952 : Rapier
- 1953 : Condor
- 1953 : Welter - Ursus
- 1954 : Cilo
- 1954 : Guerra - Ursus
- 1954 : Condor
- 1955 : Van Hauwaert - Maes
- 1955 : Faema - Guerra
- 1955 : Condor
- 1956 : Condor
- 1956 : Faema - Guerra
- 1957 : Helyett - Potin
- 1957 : Condor
- 1958 : Condor

## Palmarès

### Palmarès année par année
- 1950
  - 3e du Tour du Stausee
- 1951
  - Championnat de Zurich amateurs
  - Tour des Quatre-Cantons
- 1952
  - Grand Prix de Suisse
  - 2e du Grand Prix du Locle
  - 2e du Championnat de Zurich
  - 3e du Tour de Suisse
  - 10e du Tour de Romandie
- 1953
  - 3e du Championnat de Zurich
  - 4e du Tour de Suisse
  - 6e du Tour de Romandie
- 1954
  - Tour d'Italie : 
    -  Classement général
    - 6e étape

  - Grand Prix du Locle
  - 3e du championnat de Suisse sur route
  - 3e du Tour de Romandie
  - 4e du Championnat de Zurich
- 1955
  - 2e du championnat de Suisse sur route
  - 3e du Tour de Suisse
  - 4e du Championnat de Zurich
  - 5e du Tour de Romandie
- 1956
  - Championnat de Zurich
  - Grand Prix du Locle
  - 2e du Tour de Romandie
- 1957
  - 7e du Tour de Suisse

### Résultats sur les grands tours

#### Tour de France
- 1954 : 12e
- 1955 : abandon (12e étape)
- 1957 : abandon (11e étape)

#### Tour d'Italie
- 1952 : 23e
- 1953 : abandon (non partant 11e étape)
- 1954 :  Vainqueur du classement général et de la 6e étape,  maillot rose pendant 17 jours
- 1955 : 26e
- 1956 : abandon (18e étape)